# Тимистер-Клермон
Тимистер-Клермон (на френски: Thimister-Clermont) е селище в Югоизточна Белгия, окръг Вервие на провинция Лиеж. Населението му е около 5300 души (2006).